# ژراوینو
ژراوینو (به بلغاری: Žeravino) یک منطقهٔ مسکونی در بلغارستان است که در شهرستان کیوستندیل واقع شده‌است.
 ژراوینو  ۳/۲۱ نفر جمعیت دارد.